# Third World Roar
Third World Roar è il settimo album di Adam Bomb, uscito nel 2003 per l'etichetta discografica Danan Cheyenne Music.

## Tracce
1. 911
2. The Beginning Of The End
3. Are You A Target?
4. Rocket
5. The Field Of Bad Dreams
6. Time Flies
7. Willful Blindness
8. I Believe
9. Get Your Guard Up/Guitarmaggedon
10. Bio-Strike Epilogue
11. Dt6
12. Prayer For Destruction
13. Rebirth Of The Earth/Star Spangled Banner

## Formazione
- Adam Bomb - voce, chitarra, tastiere, basso, mandolino
- Teddy Lee Wolf - batteria
- Smitty Smith- Armonica, Cori